# NGC 3739
NGC 3739 is een spiraalvormig sterrenstelsel in het sterrenbeeld Leeuw. Het hemelobject werd op 16 maart 1869 ontdekt door de Duits-Baltische astronoom Otto Wilhelm von Struve.

## Synoniemen
- UGC 6564
- MCG 4-27-71
- ZWG 126.105
- PGC 35841